# Fernand Zago
Pour les articles homonymes, voir Zago.
Pas d'image ? Cliquez ici

a Compétitions nationales et continentales officielles uniquement.

b Matchs officiels uniquement.
Dernière mise à jour le 7 janvier 2025.
Fernand Zago, né le 27 février 1942 à Saint-Lys et mort le 8 novembre 2022,, est un joueur de rugby à XV français, qui a joué avec l'équipe de France au poste de pilier. C'est le père de Richard Zago. 

## Carrière de joueur

### En équipe nationale
Il a disputé son premier match le 26 janvier 1963 contre l'équipe d'Irlande, et le deuxième et dernier contre l'équipe d'Angleterre, le 23 février 1963.

## Palmarès
- Sélection en équipe nationale : 2 en 1963, dans le cadre du tournoi des Cinq nations.